# Copidosoma pistacinellae
Copidosoma pistacinellae är en stekelart som beskrevs av Hoffer 1970. Copidosoma pistacinellae ingår i släktet Copidosoma och familjen sköldlussteklar.
Artens utbredningsområde är Iran. Inga underarter finns listade i Catalogue of Life.